# 梅多克地区锡夫拉克
梅多克地区锡夫拉克（法語：Civrac-en-Médoc，法語發音：[sivʁak ɑ̃ medɔk]）是法国吉伦特省的一个市镇，属于莱斯帕尔梅多克区。

## 地理
梅多克地区锡夫拉克（45°20'18"N, 0°53'52"W）面积18.35 平方千米，位于法国新阿基坦大区吉倫特省，该省份为法国西南部沿海省份，是法國本土面积最大的省，北起滨海夏朗德省，西临大西洋，南至朗德省，东南接洛特-加龍省，东临多爾多涅省。
与梅多克地区锡夫拉克接壤的市镇（或旧市镇、城区）包括：贝加当、莱斯帕尔梅多克、库凯克、布莱尼昂-普里尼亚克、梅多克地区加扬、凯拉克。

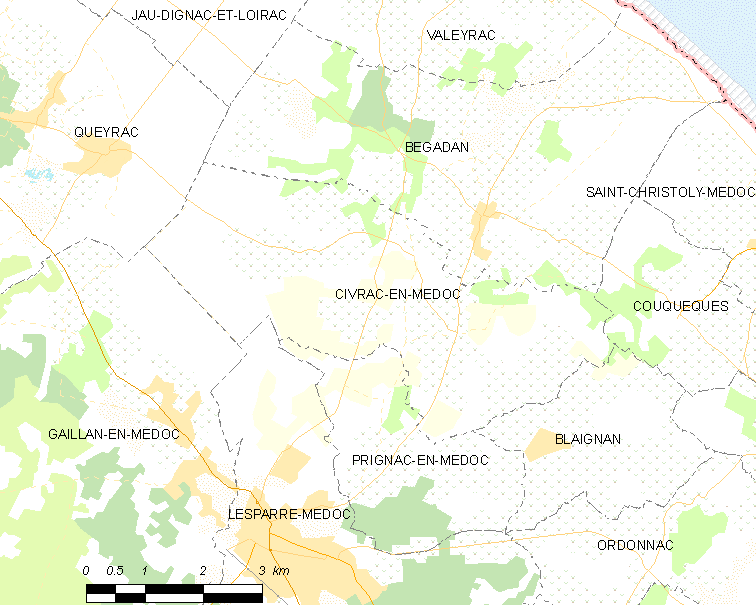
梅多克地区锡夫拉克的OSM定位图

梅多克地区锡夫拉克的时区为UTC+01:00、UTC+02:00（夏令时）。

## 行政
梅多克地区锡夫拉克的邮政编码为33340，INSEE市镇编码为33128。

## 政治
梅多克地区锡夫拉克所属的省级选区为北梅多克县。

## 人口

1962-2008年间梅多克地区锡夫拉克人口变化图示

梅多克地区锡夫拉克于2022年1月1日时的人口数量为636人。